# Anomis purpureobrunnescens
Anomis purpureobrunnescens är en fjärilsart som beskrevs av Embrik Strand 1922. Anomis purpureobrunnescens ingår i släktet Anomis och familjen nattflyn. Inga underarter finns listade i Catalogue of Life.